# Ornament
Ornament (latinsko ornare - okrasiti, opremiti) je v likovni umetnosti posamezen okras sestavljen iz rastlinskih, živalskih, geometrijskih ali antropomorfnih motivov. Ima vlogo komentatorja ideje monumentalne zgradbe na kateri se nahaja, slike, ki jo obdaja in podobno. Pogosto  ima svojo vsebino in nosi določeno alegoriji in simboliko.
Ornamentika je skupina ornamentov, ki pripadajo določenemu kulturnemu krogu, slogu ali obdobju.
Sistem ornamentov na enem objektu kot celoti imenujemo dekoracija.
Ornament je bil razvit in uporabljan v vseh kulturah in obdobjih, moderne civilizacije pa so ga največ uporabljale v arhitekturi in pri proizvodnji uporabne umetnosti. V marsikateri primitivni kulturi je bil ornament edini način likovnega izražanja.

## Zgodovina
Sloge ornamentalnega okrasja lahko proučujemo na osnovi kulturne dediščine, ki je razvijala originalne vzorce dekoracij ali spreminjala vzorce iz drugih kultur. 
O poreklu ornamenta obstajata dve teoriji. Ena pravi (G. Semper, A. Conze), da je ornament ozko vezan na tehniko izdelovanja in material. Po drugi (H.Stolpe, H. Schurtz, W. Worringer) je ornament »pričevanje duhovnega življenja in je ozko vezan na mišljenje in občutenje naroda, ki ga izvaja.«

### Antika

#### Starodavni Bližnji vzhod
Na starodavnem Bližnjem vzhodu so preprosti geometrijski ornamenti stari do 10.000 let, našli so jih na keramiki in jamskih stenah. Palmete in rozete, spirale in linijski vzorci so bili za okraševanje v uporabi več tisočletij pred našim štetjem.
Stari Egipt je prva civilizacija, ki je uporabljala ornamente na svojih zgradbah in poslikavah in so nastali iz oblik rastlin iz okolice Nila, kot sta papirus kot cvet ali palma, ki ju lahko prepoznamo v obliki kapitelov na stebrih in lotos v obliki lista, kali ali cveta. Poleg tega so okrasni motivi tudi živali (npr. bik), ljudje, znaki in geometrijski vzorci. Predmeti so razvrščeni v vrste ali so povezani z linijami (npr. spiralne vrste). Drugi razširjeni motivi iz časov pred staro antiko so še storži in granatna jabolka. Trojna spirala in triskelion sta tudi stara motiva, ki sta se jima pridružila še vorteks (vrtinec) in svastika.
Mezopotamski ornamenti, posebej Asirski, so nastali pod vplivom egipčanske umetnosti, vendar imajo tudi originalne oblike inspirirane pri rastlinah in živalih iz Mezopotamije.

#### Klasična Antika
Umetnost Stare Grčije je najprej kopirala egipčanske in asirske elemente, ker pa so bili Grki kreativni, so izumili mnoge nove oblike ornamentov, ki so variirali od dorskega, jonskega ni korintskega reda v arhitekturi. Razvili so najprej bršljanov okras nato akant in palmete, kasneje pa še prostorske ornamente z valovito vinsko trto. Motive so razvijali bolj diagonalno. Ornamenti so bili v vlogi vsebine.
Umetnost Starega Rima je preoblikovala ornamente čistih grških redov in jih prilagodila svojim potrebam. Niso se omejevali samo na okraševanje templjev, poznani po svojih hedonističkih načelih, so krasili tudi svoje palače, gledališča, akvadukte in druge javne zgradbe. Rimljani so, za razliko do Grkov, malo pretiravali v površinski dekoraciji. Motivi listja niso več samo linijsko razvrščeni ampak se preklapljajo in ustvarjajo povsem nove sklope. Zlasti na Zahodu kažejo prostorsko - naturalistične težnje, kopičijo se človeške in živalske predstavitve (puti, namišljena bitja ali ptice). Tipično antični rimski motivi so lovorjev list, grozdje in listi trte.
Bizantinska umetnost je poznana je po geometrijskih oblikah, ki jih spaja z liki živali, redkeje ljudi.
Največje mojstrstvo v ustvarjanju ornamentov pa so nedvomno dosegli arabski umetniki. Ker jim vera prepoveduje upodabljati boga in dogodke iz življenja, so božansko neskončnost izražali z abstraktnimi ornamenti v obliki prepletajočih se stiliziranih listov trte, ki jim pravimo arabeske. Izjemnost linij še poudarijo skopo in skrbno izbrane barve. Največ je modre barve, ki simbolizira neskončnost in zlate s katero slavijo Alahovo ime.

#### Vzhodne civilizacije
Po svojih posebnostih je poznana indijska ornamentika. Indijci so poudarjali floralne elemente. Vloga ornamenta kot okrasa je pogosto delovala kičasto. Pogosto slikajo na zlati podlagi, pa vendar pazijo, da podlaga ne preglasi ornamenta na njej, zato med podlago in motiv očrtajo črne okvire.
Kitajci svoje umetnine najpogosteje kažejo v obliki linearnih ornamentov. Poleg teh najdemo poslikana vrata, okna in svilo. Minimalistični Kitajci se po svoji ornamentiki zelo razlikujejo od Indijcev ali Arabcev. Specifična Kitajska kultura teži k prikazu takega cvetja, ki je znan v njihovem okolju.

### Evropa

#### Srednji vek
Karolinška umetnost je prevzela v ornament poznoantične palmete in akanta, iz keltske in germanske tradicije pa živali in prepletene trakove. Srednji vek je specifičen po stebrih z zunanje strani okrašenih z listjem, ki se spaja proti vrhu in tako ustvarja obliko cveta. Ta način okraševanja se pogosto ponavlja.
Še danes najdemo v knjigah prvo črko teksta zelo povečano in okrašeno z rastlinskimi in živalskimi simboli (Iluminacija. Največje število primerov rastlinskega okrasja najdemo v gotski ornamentiki; primerke z živalskimi motivi pa v kulturah anglosaksonske in skandinavske kulture.
Popolnoma neodvisno od antičnih modelov se je s krogovičjem razvil najpomembnejši žanr gotskega ornamenta. Izkazalo se je  kot arhitekturni element na zgradbah in imelo statično funkcijo pri velikih steklenih oknih. Postalo je neodvisen okras, obogaten s pomočjo okrasnih elementov, kot so izklesani oltarji, pozlačene monštrance ali pobarvane knjižne strani. V nasprotju s temi geometričnimi in abstraktnimi lastnostmi krogovičja, je skoraj naturalističen rastlinski okras. V glavnem je klasičen akant zamenjalo listje vinske trte in listje avtohtonih rastlin. Značilno za srednjeevropsko listno okrasje 14. stoletja in nato v poznem 15. stoletju, je osat. Tako kot so pentlje bolj zapletene in je ornament poln čustev, so koničasti loki oblikovani kot plamen, kar kažejo tudi sestavljanke iz treh ribjih mehurjev.
- Slika Evangelista iz 9. st.: antične palmete na oboku, germanske okraski na stebrih.
- Kapiteli z akantom iz Pringy-ja, 12. st.
- Zgodnjegotski listni kapitel, Samostan Heiligenkreuz, 13. st.
- Ornament iz 1332 v Katharinenkirche, Oppenheim
- Razposajen ornament iz Antwerpenskega oltarja v Dijonu, 1520.

#### Renesansa
Renesansa je obdobje, ki je zelo zanimivo tudi v ornamentiki. Uporabljeni motivi so podobni antičnim. Tako najdemo morska bitja (sirene), glasbene inštrumente, maske. Pogosto je v ornamentu slika obrobljena z nizom motivov. Ornament na ta način sporoča zgodbo in ni samo okras ampak izraža tudi simboliko.

#### Sodobni ornamenti
Sodobni ornamenti so narejeni iz lesa, plastike, itd. v veliko različnih barvah in oblikah. Moderna arhitektura, ki je zasnovana brez ornamentov na račun funkcionalnosti, je pustila odprto vprašanje kako okrasiti sodobno arhitekturo. Tega sta se lotila arhitekta, kot sta Louis Sullivan in njegov učenec Frank Lloyd Wright ali edinstveni Antoni Gaudí. Art Nouveau si je zavestno prizadevala razviti »naravno« okrasje.
Bolj radikalno pot opuščanja ornamenta v celoti je predstavljal Christopher Dresser. Iz tega obdobja so takšni neornamentirani predmeti v industrijskem oblikovanju keramike na Finskem.
Ta zadnji pristop, ki ga je opisal arhitekt Adolf Loos v svojem manifestu 1908, preveden v angleščino leta 1913, s polemičnim naslovom Ornament and Crime, v katerem je izjavil, da je pomanjkanje dekoracije znak razvite družbe. Njegov argument je bil, da je ornament gospodarsko neučinkovit in moralno izrojen in da je opuščanje okraševanja znak napredka.
Z delom Le Corbusierja in Bauhausa med letoma 1920 in 1930, je opuščanje dekorativnih podrobnosti postalo zaščitni znak moderne arhitekture in izenačitev z moralnimi vrlinami poštenosti, preprostosti in čistosti. Leta 1932 sta Philip Johnson in Henry Russell Hitchcock to poimenovala International Style. Modernisti so razglasili to pot kot edini sprejemljiv način za izgradnjo. Kot slogovni hit v visoko razvitih povojnih delih Mies van der Rohe-ja, so načela modernizma 1950-ih postala tako stroga, da bi bila lahko celo izjemna arhitekta, kot sta Edward Durrell Stone in Eero Saarinen deležna posmeha in učinkovito preganjana zaradi odstopanja od estetskih pravil.
Do sredine 1950-ih sta z modernističnimi figurami Le Corbusier in Marcel Breuer prekršila svoja lastna pravila in proizvajala visoko izrazno kiparsko okrasje.
Argument proti ornamentu je dosegel vrhunec leta 1959 v razpravah o nebotičniku Seagram Building, kjer je Mies van der Rohe namestil serijo strukturno nepotrebnih vertikalnih I-profilov na zunanji strani stavbe. Leta 1984, ko je Philip Johnson zgradil AT & T stavbo na Manhattnu z okrasnim pink granitom neo-gruzijskega pedimenta, je bilo nasprotovanj dejansko konec. Če pogledamo nazaj, so kritiki videli AT & T stavbo kot prvo postmodernistično stavbo.
Glede na prvenstveno dekorativno funkcijo, materiale in tehnike, ki so pri tem uporabljene, se je zastavilo vprašanje ali lahko ornamenti obstanejo v abstraktni umetnosti. Da so ornamenti nesporni nosilci ritma glede na skladnost barv in oblike, so prepoznali tudi mnogi likovni umetniki kot so Kandinski, Paul Klee in Sclemmer. Andy Warhol, znan po svojih delih kjer kopira obraz Marilyn Monroe, bankovce ali etikete z modenih proizvodov, se poigrava z močjo reproduciranja karakterističnega za ornament. Z njim predstavlja svoje ideje o masovni komunikaciji.